# Flaga Wyspy Świętej Heleny
Flagą Wyspy Świętej Heleny jest brytyjska bandera morska. W herbie umieszczono sieweczkę atlantycką – ptaka będącego endemitem Wyspy Świętej Heleny. Statek upamiętnia Kompanię Wschodnioindyjską, która w roku 1659 zajęła wyspę dla Wielkiej Brytanii.
Przyjęta 30 stycznia 1984 roku. Proporcje 1:2.